# Tomás Centeno
Tomás Centeno Sierra (Valderas, 1907 - Madrid, 20 de febrero de 1953) fue un político y sindicalista español. Tomó parte en la guerra civil española, ostentando el mando de varias unidades militares republicanas, y, tras pasar algunos años en prisión, se convirtió durante la dictadura de Francisco Franco en uno de los dirigentes del PSOE y la UGT en el interior.

## Biografía

### Primeros años
Nació en la localidad leonesa de Valderas en 1907. Su familia, de medios modestos, sopesó la idea de mandarlo a un seminario, algo a lo que Centeno se opuso. Trasladado a Madrid, a los quince años habría ingresado en las Juventudes Socialistas. En estos primeros años trabajó como cobrador de tranvías en la capital. En 1928 se afiliaría al sindicato de tranvías de la Unión General de Trabajadores (UGT), y tres años después se unió al Partido Socialista Obrero Español (PSOE).
Tras producirse la sublevación en julio de 1936 que dio lugar a la guerra civil, se puso al frente del batallón de milicias «Pueblo Nuevo, Ventas», el cual formaba parte de la columna «Mangada». Posteriormente se integraría en el nuevo Ejército Popular de la República, ostentando el mando de varias unidades. El 7 de noviembre de 1938 participó al mando de la 92.ª Brigada Mixta en un ataque sobre Nules, en donde su actuación fue destacada. Entre el 7 y el 21 de diciembre de 1938 pasó a mandar de forma provisional la 70.ª División, volviendo luego de nuevo a mandar la 92.ª Brigada Mixta, con la que participó en la batalla de Valsequillo.

### Dictadura franquista
Al final de la contienda fue detenido por las fuerzas franquistas, siendo encarcelado en la prisión de Yeserías. Condenado a muerte, posteriormente la pena le sería conmutada; en julio de 1945 fue puesto en libertad vigilada. Tras la guerra Tomás Centeno sería elegido presidente del sindicato UGT en el interior. Desde 1950 formó parte de la ejecutiva del PSOE en la clandestinidad, siendo nombrado presidente de la sexta Comisión Ejecutiva en marzo de 1952.
Sin embargo, sería detenido por la Brigada Político-Social de la policía franquista en febrero de 1953. La prensa de la época lo calificó como «miembro de una banda de forajidos, estafadores y falsificadores». Junto a Centeno fueron detenidos cuarenta militantes en Madrid y otros diez militantes en Barcelona.
Tomás Centeno murió el 20 de febrero de 1953, víctima de las torturas y maltratos a las que fue sometido en los sótanos de la Dirección General de Seguridad, en la madrileña Puerta del Sol. Los policías que le infligieron las torturas estaban a las órdenes del comisario Roberto Conesa. La agencia oficial Cifra informó que se había quitado la vida con los flejes del camastro metálico de su celda y lo calificó de dirigente de «una peligrosa banda de forajidos». Años más tarde el encargado del depósito municipal, que militaba en el sindicato socialista clandestino UGT, afirmó que el cadáver de Centeno no presentaba cortes sino hematomas y marcas de golpes que le habían desfigurado la cara. Al cadáver no se le practicó ninguna autopsia.
El asesinato de Tomás Centeno tuvo un gran impacto en la organización del PSOE; las direcciones ejecutivas del Partido Socialista y del sindicato UGT del interior vieron sensiblemente disminuidas sus capacidades, debido a la fuerte represión policial a la que fueron sometidas. Entre 1939 y 1953 fueron desarticuladas por la policía franquista hasta siete direcciones del PSOE, además de la dirección de UGT que cayó con la detención de Centeno. Tanto el partido como el sindicato se vieron entonces reducidos a células inconexas de militantes sin ninguna posibilidad de ejercer su acción política sobre la sociedad.

## Legado
El sindicato UGT denominó a una de sus sedes en Sevilla «Centro Tomás Centeno» en su honor.